# Kelemen-havas
A Kelemen-havas (ukránul: Климова) hegy a Kárpátokban, Ukrajna területén. 1492 méteres magasságával az Északkeleti-Kárpátokhoz tartozó Kraszna-havas egyik legmagasabb csúcsa. Közigazgatásilag Kárpátaljához tartozik. A gerincen tőle északnyugatra emelkedik a Topasz (1548 m), a legmagasabb Rózsa-havas (1564 m) és a Hropa (1495 m).

## Élővilág, természetvédelem
Alacsonyabb részein barna erdőtalajon bükkösök és lucfenyves-bükkösök dominálnak. 1200–1400 m magasságban a tőzeges talajon hegyi rétek („polonyinák”) jellemzők, helyenként havasi törpefenyő fordul elő. A magasabb hegytetőn leegyszerűsödött szubalpi társulások töredékei vannak jelen.